# Toxicocalamus misimae
Toxicocalamus misimae är en ormart som beskrevs av McDowell 1969. Toxicocalamus misimae ingår i släktet Toxicocalamus och familjen giftsnokar och underfamiljen havsormar. Inga underarter finns listade i Catalogue of Life.
Arten förekommer endemisk på ön Misima som ingår i Louisiadeöarna som i sin tur tillhör Papua Nya Guinea. Individerna lever i kulliga områden mellan 100 och 350 meter över havet. Det är inte mycket känt om denna orm men ön är främst täckt av regnskog vad som borde vara artens habitat. Antagligen är den liksom andra släktmedlemmar dagaktiv. Troligtvis äter den daggmaskar och honor lägger ägg.
Skogens omvandling till urbana områden har antagligen negativ påverkan på beståndet. Gruvdriften som fanns tidigare har upphörd. Fram till 2015 hittades endast tre exemplar. IUCN kategoriserar arten globalt som otillräckligt studerad.